# بخش گرین (شهرستان کلارک، اوهایو)
بخش گرین (به انگلیسی: Green Township) یک منطقهٔ مسکونی در ایالات متحده آمریکا است که در شهرستان کلارک، اوهایو واقع شده‌است.

## مشخصات
بخش گرین ۹۲٫۸ کیلومتر مربع مساحت و ۲٬۷۹۸ نفر جمعیت دارد و ۳۱۴ متر بالاتر از سطح دریا واقع شده‌است.